# يوليا فولكوفا
يوليا أوليغوفنا فولكوفا (بالروسية: Ю́лия Оле́говна Во́лкова)(20 فبراير 1985-)، مغنية وممثلة روسية، اشتهرت لكونها عضوة في فرقة الفتيات الغنائية الروسية تاتو مع المغنية لينا كاتينا. تأسست الفرقة في موسكو من قبل إيفان شابوفالوف في مارس 1999 ووقعت المجموعة صفقة قياسية مع مجموعة يونيفرسال الموسيقية، وشركة إنترسكوب ريكوردز الامريكية عام 2001.
تصدرت الأغنية المنفردة الأولى للثنائي وهي بعنوان ("كل الأشياء التي قالتها) قائمة الأغاني في دول مثل أستراليا والنمسا والدنمارك وإيطاليا واليابان ونيوزيلندا وسويسرا والولايات المتحدة والمملكة المتحدة. سجل الثنائي ثلاثة ألبومات استوديو باللغة الإنجليزية بما في ذلك أفضلها مبيعًا وهو ألبوم بعنوان (200 كم / ساعة في طريق خطأ)، وثلاثة ألبومات روسية وأربعة ألبومات مجمعة. ظهر الثنائي أيضا في فيلم (أنت وأنا) عام 2011. في مارس من نفس العام، أصدرت إدارة فرقة تاتو بيانًا صحفيًا يفيد رسميًا بانفصال الثنائي.
في يونيو 2011؛ وقعت فولكوفا عقدًا منفردًا مع شركة تسجيلات غالا، وأصدرت أغنيتها المنفردة الأولى في نوفمبر 2011 بعنوان (كل ما حدث كان بسببك)(All because of You)، صدرت الأغنية أيضًا باللغة الروسية تحت عنوان (سأغير العالم)(Сдвину мир)، وصدرت أغنيتها المنفردة الأولى في جميع أنحاء العالم بعنوان (لم أرغب في القيام بذلك)(Didn't Wanna Do It) في 21 أغسطس 2012.

## بدايتها
ولدت يوليا فولكوفا في موسكو في 20 فبراير 1985 وهي الابنة الوحيدة لرجل أعمال يدعى أوليغ فولكوفا، وأمها تعمل في محل لتصفيف الشعر وتدعى ليريسا فولكوفا. في سن السادسة دخلت يوليا مدرسة لتعليم الموسيقي وتعلمت على آلة البيانو، وعندما كانت في التاسعة ٱنظمت يوليا لفرقة غنائية من الأطفال تدعى «نيبوسيدي»، وهي فرقة تغني أغاني الفولكلور الروسي حيث غنت أغنية "Oy, to ne vecher"، وبعد انضمام يوليا بعام ٱنظمت لينا كاتينا إلى «نيب لينا كاوسيدي» وهناك جمعتهم صداقة حميمية، وعندما بلغت الحادية عشر من عمرها تركت يوليا دراستها العادية للتحول إلى مدرسة لرعاية المواهب الموسيقية، وبعدها بثلاثة أعوام تركت يوليا «نيبوسيدي» لتنظم إلى تاتو إلا أنها أصرت أنها طردت من «نيبوسيدي» بسبب الشرب والسباب، إلا أن أحد المسؤولين في «نيبوسيدي» نفى ذلك بشدة قائلاً أنها تخرجت من الفرقة كأي عضو آخر في نفس العمر.

## حياتها الشخصية

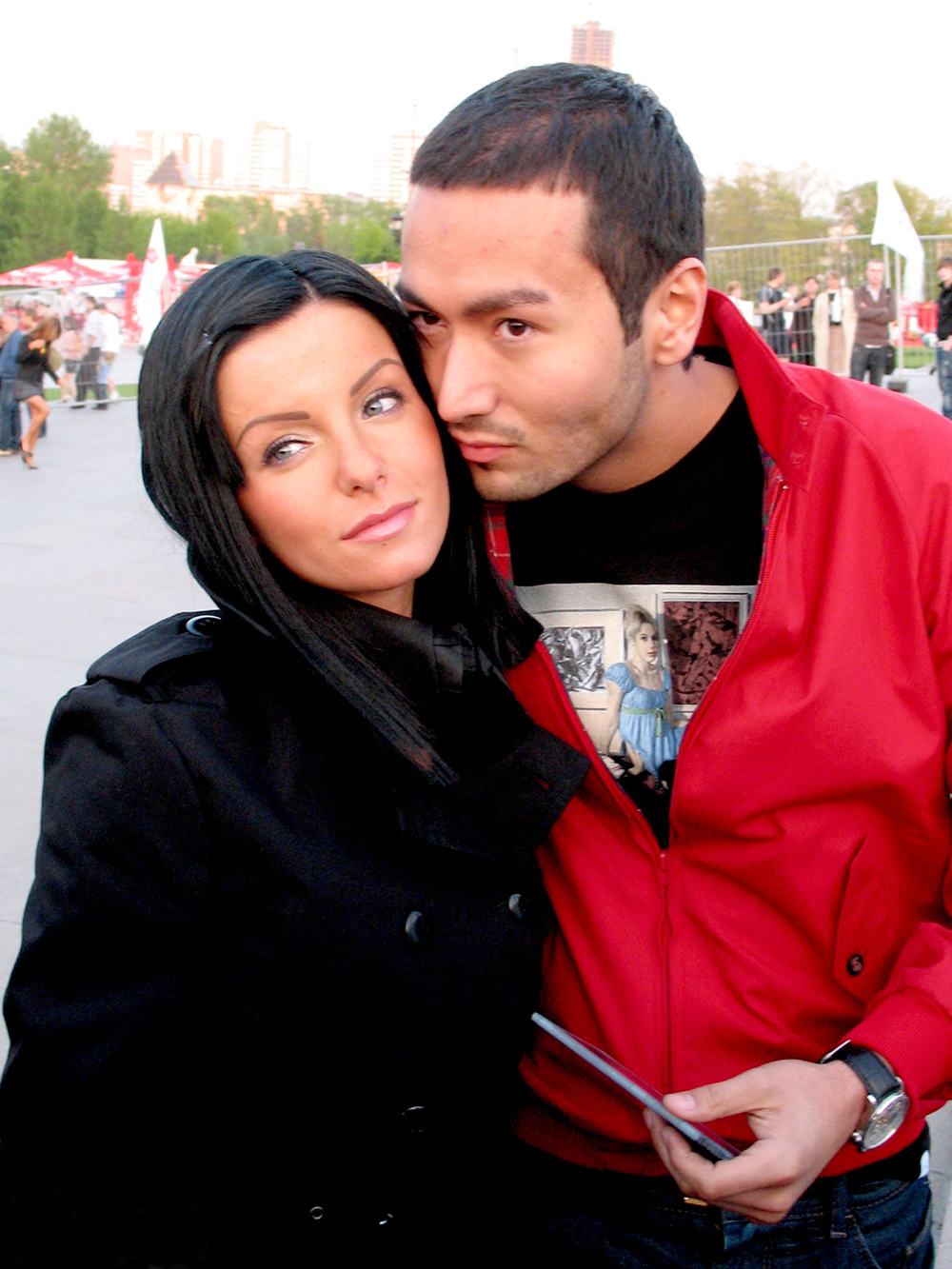
جوليا فولكوفا وبارفيز في موسكو

أم لإبن وٱبنة يدعيان سمير وفيكتوريا، ابنتها الأولى فيكتوريا هي ٱبنتها من حبيبها السابق ويدعى بافل سيدروف ذلك ما أثار جدلاً كبيراً حين إنتشر خبر حملها منه بسبب كونه متزوجاً ولديه ابنة، وقد ولدت ابنة فولكوفا في 23 ديسمبر 2004م في موسكو وتم التأكيد بأن الطفلة ليست على اتصال قوي مع والدها الفعلي، أما ابنها الثاني سمير فهو ابنها من رجل الأعمال بارفس ياسينوف وقد ولد في 27 ديسمبر 2007م في موسكو.
دخلت يوليا في علاقة طويلة مع أحد رجال الأعمال ويدعى بارفس ياسينوف، في 2011 سُئِلت عن حياتها الخاصة وقالت إنّها وجدت رجل أحلامها واعتنقا الإسلام والأن هما يعيشان لبعضهما البعض ولمستقبلهما، وفي سنة 2017 تراجعت عن ديانة الإسلام وعادت إلى الديانة الأرثوذوكسية.

## روابط خارجية
- يوليا فولكوفا على موقع IMDb (الإنجليزية)
- يوليا فولكوفا على موقع ألو سيني (الفرنسية)
- يوليا فولكوفا على موقع ميوزك برينز (الإنجليزية)
- يوليا فولكوفا على موقع أول موفي (الإنجليزية)
- يوليا فولكوفا على موقع قاعدة بيانات الأفلام السويدية (السويدية)
- يوليا فولكوفا على موقع إن إن دي بي (الإنجليزية)
- يوليا فولكوفا على موقع ديسكوغز (الإنجليزية)
- يوليا فولكوفا على موقع قاعدة بيانات الفيلم (الإنجليزية)
- يوليا فولكوفا على موقع كينوبويسك (الروسية)